# Eî (digramme)
Cette page contient des caractères spéciaux ou non latins. S’ils s’affichent mal (▯, ?, etc.), consultez la page d’aide Unicode.
Pour les articles homonymes, voir Ei.
Eî (minuscule eî) est un digramme de l'alphabet latin composé d'un E et d'un I accent circonflexe (Î).

## Linguistique
- En français, le digramme "eî" représente le phonème [ɛː].

## Représentation informatique
Comme la majorité des digrammes, il n'existe aucun encodage de Eî sous un seul signe, il est toujours réalisé en accolant un E et un Î,.